# 断捨離
断捨離（だんしゃり）とは、
- 沖正弘が提唱したヨーガの思想[1]。1976年の著書『ヨガの考え方と修業法 上巻』[2]において「断捨離」という語が使用されている。
- 作家のやましたひでこが提唱し、商標登録（商標出願2003-099799他）している、不要な物を減らし、生活に調和をもたらそうとする思想。本項では主にこちらについて解説する。

## 断捨離の思想
「断捨離」のそれぞれの文字には、ヨーガの行法（ぎょうほう）である断行（だんぎょう）・捨行（しゃぎょう）・離行（りぎょう）に対応し、
1. 断：新たに手に入りそうな不要なものを断る
2. 捨：家にずっとある不要な物を捨てる。
3. 離：物への執着から離れる。

という意味がある。
すなわち「断捨離」とは、不要な物を「断ち」「捨て」、物への執着から「離れる」ことにより、「もったいない」という固定観念に凝り固まってしまった心を開放し、身軽で快適な生活と人生を手に入れようとする思想である。ヨーガの行法が元になっているため、単なる片付けとは異なるものとされている。
やましたが2009年に出版した『新・片付け術 断捨離』（マガジンハウス）のヒットにより一般に知られるようになった。やましたは同著書や自身の公式ウェブサイトにおいて、自身を「断捨離の提唱者」とし、自身のブログのプロフィールでは「断捨離の言い出しっぺ」、著書の内容紹介では「断捨離の考案者」であると記している。
やましたの著書のヒットにより「断捨離」は流行語となり、翌2010年には新語・流行語大賞にノミネートされた。「断捨離ブーム」によって、やました以外にも多数の著者により断捨離を扱った本が出版されるようになり、仕事や人間関係などについて断捨離の実践を勧める書物も出版された。
断捨離を実践する人を、やましたは「ダンシャリアン」と呼ぶ（著者によっては漢字で「断捨離アン」と表記される場合もある）。また「ミニマリスト」と呼ばれることもあるが、所有物を「最小」化しようとするミニマリストと、「最適」化しようとするダンシャリアンを、やましたは明確に区別している。

### 思想の背景
やましたの母親は物を捨てずに溜め込む性格で、片付けるためと称して収納家具を買い足してはさらに部屋を狭くし、「片付かない、家が狭い」と愚痴をこぼすことを繰り返していた。彼女はそうした母親の姿を見て「物を減らせば解決するのになぜ気づかないのか？」と感じていた。そして従来の書籍などが提唱する片付け術が収納術に偏っていることに気づき、ヨーガを通じて「断捨離の思想」に行き着いたという。物を溜め込むのは心に不安があるからで、溜め込んだ物を捨てることで、行動療法のように不安を解消できるとする。

こうして母親を反面教師としてきた経験から「親にわだかまりのない人はいない」と述べるとともに、親への執着を「断つ」ことの重要性についても言及している。女性向け雑誌『婦人公論』増刊号（2013年4月10日号）の特集「断捨離で『母の呪縛』を解く」では、信田さよ子と「断捨離は生存をかけた娘の闘いです」と題して対談した。
また、東洋経済オンラインでの岩崎夏海との対談では、多忙から2015年に体調を崩した経験から「心身の健康を守るためには、責任感や『忙しさへの執着』を断捨離することも必要だと悟った」と語っている。

## 断捨離の商標権
やましたは「断捨離」を商標登録している。

特許庁は、書籍や電子出版物などの商品において「商標が…著作物の…一定の内容を明らかに認識させるものと認められる場合には、商品の『品質』を表示するものと判断する」としている。
やました以外の誰であっても「断捨離」の思想及びやましたの所有するブランドを説明する趣旨で「断捨離」の語を使用することに対し、いかなる場合でも商標権の効力は及ばない。やましたは自身のウェブサイトで「断捨離」の語を商用利用することを禁じているが、個人的に断捨離体験を語ることは認めている。しかし商標法においてはそうした行為を禁止することは不可能であるし、やましたの許可を得る以前に認められているということになる。

## 問題点
断捨離を意識するあまり、同居する家族の所有物を勝手に捨てたり売却してしまうことでトラブルになる例もあり、妻が夫（逆もあり）の貴重なコレクションを同意なく捨てる、子供が大切にしていた思い出の品を親が勝手に捨てるなどで、離婚問題（特に離婚調停や裁判離婚）などに発展することが多々ある。
こうした勘違いから起因するトラブルによる「断捨離」への批判もあるが、やましたはこれに対し「家族を含めて他人のものを勝手に捨てるのは断捨離ではない」「同居人に対し協力を期待したり説得しないこと」とした上で、「同じ居住空間を共有する夫婦は価値観の折り合いをつけていくことが大事」と発言し、断捨離とは自分と自分の所有物に行うものであると主張している。
また、新型コロナウイルス感染症の流行により食料品や日用品などの入手性が悪化したことにより、備蓄を持たない生活のデメリットが浮き彫りになった。ミニマリストの中には考えを改める例が見られ、今後は備蓄に取り組む「プレッパー」や「修正ミニマリスト」が増加すると予想する者もある。
断捨離という言葉が広く使われるようになったのはここ最近である。そのため、断捨離を正しく理解せずに行ってしまう人も多い。特に思い出のつまった物の破棄、誰かと共有所有している物の無断廃棄、実は必要な物だった日常生活品を捨ててしまうなど後に後悔しないよう注意して行わなければならない。

## 関連作品

### 映画
- 断捨離パラダイス（2023年）[20]

### ドラマ
- 『整理整頓コメディー 「わたしのウチにはなんにもない。」』 NHK総合 2016年2月6日-3月12日[21]

### バラエティ番組
- 『ウチ、“断捨離”しました!』 BS朝日 不定期放送: 2017年6月26日-[22]、レギュラー放送: 2019年4月10日-[23]

### 歌
- Cocco『ダンシャリアン』 - アルバム「クチナシ」収録[24]

## 参考サイト
- 断捨離の不思議な運気アップ効果とは？方法とコツ